# Mémorial du génocide arménien d'Issy-les-Moulineaux
Le mémorial du génocide arménien d'Issy-les-Moulineaux est un mémorial dédié au génocide arménien situé rue de la Défense, à l'orée du Parc Rodin, à Issy-les-Moulineaux en France. Il a été réalisé par le sculpteur David Erevantzi.

## Description
Le monument est inauguré le 19 décembre 1982 en présence d'André Santini (député-maire d'Issy-les-Moulineaux) et de Séropé Manoukian (archevêque de l'église arménienne).